# Пјетро Метастазио
Пјетро Антонио Доменико Бонавентура Трапаси (итал. Pietro Antonio Domenico Bonaventura Trapassi; Рим 3. јануар 1698 - Беч 12. април 1782.), познатији под псеудонимом Пјетро Метастазио, био је италијански песник, драматург и презвитер. Сматра се реформатором италијанске мелодраме.

## Биографија

### Детињство
Пјетро и његов старији брат Леополд родили су се у Риму, од мајке Франческе Галастри и оца Феличеа Трапасија. Сестре Барбара и Ендимира родиле су се када је њихов отац оженио Анђелу Лукарели, након преране и изненадне смрти њихове мајке 1702. године. Пјетров брат Леополд, који је био на правним студијама, остао је у Риму и увек је имао врло присан однос са Пјетром. Метастазио је још од малих ногу волео да рецитује импровизоване стихове, те је тако једном приликом привукао пажњу Ђан Винченца Гравине који га је потом узео као свог штићеника. Гравина је хеленизовао његово презиме Трапаси у Метастазио (грч. metístemi) и пошто је желео да њехов штићеник постане правник, почео је да му држи часове латинског и права, у исто време негујући његов таленат за књижевност и полако га уводећи у елитније кругове друштва. Врло брзо је Метастазио почео да парира најбољим говорницима у целој Италији. Проводио је дане и дане учећи, а вечери вежбајући импровизацију, што је утицало и на његово здравље. У једном тренутку Гравина је због посла морао да отпутује у Калабрију, па је одлучио да поведе и свог младог ученика како би ушао и у напуљски кљижевни круг. Поверио га је свом рођаку, филозофу Грегорију Калопрезеу. Морски ваздух је добро утицао на Метастазија, те се његово здравље побољшало. Гравина је схватио да га не треба терати да импровизује толико често, већ да, након завршеног образовања, уђе у ранг са највећим песницима.
Метастазио је увек слушао свог учитеља. Са четрнаест година саставио је једну трагедију, чији назив на италијанском гласи Giustino, на тему коју је преузео из дела Ђан Ђорђа Трисина, међутим дело није стекло велику славу. Калопрезе је 1714. умро, а иста судбина је дочекала и Гравину. Метастазио је наследио велико богатство. Након Гравинине смрти, Метастазио је на скупу Академије Аркадије рецитовао хвалоспев свом учитељу и покровитељу.

### Живот и рад уИталији
Метастазио је тада имао 20 година. Две године је провео улажући новац како би побољшао своју репутацију и одлучио је да се озбиљно посвети својој професији. У Напуљу је ступио у службу код једног адвоката по имену Кастањола.
Док је радио за њега, Метастазио је 1721. написао један епиталамијум и вероватно своју прву серенату под називом Endimione. Године 1722. поводом рођендана царице Елизабете Кристине од Брауншвајг-Волфенбитела добио је задужење да напише серенату. Прихватио је задатак, под условом да његово име остане скривено. Тако је написао Gli orti esperidi , дело за које је Никола Порпора написао музику и чији је ученик Фаринели отпевао, који се потом спријатељио са Метастазиом. Примадона Маријана Булгарели, названа Ла Романина по свом родном граду, која је глумила у драми, јарко је желела да пронађе њеног аутора. Убедила је песника да одустане од правничке каријере, па му је и обећала да ће му обезбедити славу и независност уколико би се посветио музичкој драми.
Захваљујући њој, упознавао је највеће композиторе тог времена, између осталог и Порпору, код ког је ишао на часове музике, затим ту су били и Јохан Адолф Хасе, Ђован Батиста Перголези, Алесандро Скарлати, Франческо Дуранте и Бенедето Марчело. Свако од њих ће касније правити музику за његова дела. Метастазио је, дакле, учио и уметност певања. Пошто је имао талента за компоновање и смисао за поезију, није имао потешкоћа при састављању својих дела.
Живео је са Ла Романином и њеним мужем у Напуљу. Она га је охрабривала и давала му подстрек, те је под њеним утицајем, између 1724. и 1730. написао дела Didone abbandonata, Siroe re di Persia, Catone in Utica, Ezio, Alessandro nell'Indie, Semiramide riconosciuta e Artaserse. За ове драме су музику писали највећи композитори тог времена и биле су игране у свим највећим градовима у Италији.
Зарађивао је 300 новчаница по делу, и мада то није била мала свота, и даље није била сигурна зарада. У септембру 1729. добио је понуду да ради као дворски песник у позоришту у Бечу, са зарадом од 3000 флорина, коју је и прихватио. Тако је наследио Апостола Зена, који се те године вратио у Венецију. Ла Романина је преузела на себе бригу о његовој породици у Риму, да би он могао да се снађе и обезбеди у Аустрији.

### Метастазио на двору у Бечу
У априлу 1730. године сместио се у једном стану у Бечу, преко пута палате Хофбург, који је делио са Николом Мартинесом, с којим изградио велико пријатељство, обзиром на то да су се вероватно већ упознали у Напуљу двадесетих година.
Између 1730. и 1740. године написао је драме Adriano, Demetrio, Issipile, Demofonte, L'Olimpiade, La clemenza di Tito, Achille in Sciro, Temistocle e Attilio Regolo. Неке од њих су написане за специјалне прилике и невероватно брзо, на пример Achille in Sciroi за осамнаест дана, Ipermestra за девет дана. Поред тога, посветио се и верским текстовима. Године 1730. изашло је дело La passione di Nostro Signore Gesù Cristo, које је постало једно од најпознатијих у 18. веку. Метастазио је био врло посвећен својим делима и обраћао је пажњу и на најситније детаље. Искуства која је стекао у Риму и Напуљу, па и у Бечу, помогли су му умногоме да изгради своју каријеру.
У Бечу није имао много среће пошто му његово порекло које није аристократско није дозвољавало да се креће у круговима аристократије. Како би умањио ту разлику, ушао је у љубавну везу са грофицом Маријаном Пињатели, са којом се, како се веровало, тајно венчао.
Ла Романина је убрзо умрла и пошто њен муж није био жив, Метастазио је требало да добије читаво њено наследство, које је, међутим, одбио.
Од 1740. па надаље није писао много. Из овог периода имамо канцонету Ecco quel fiero istante, које је имало великог успеха. Године 1755. умире грофица Пињатели, и Метастазио се од тада удаљава од друштвеног живота. У својим последњим годинама није скоро уопште писао, али је био учитељ младој надвојвоткињи Марији Антонијети, будућој краљици Француске, и која није говорила ни немачки ни француски, али захваљујући свом учитељу, италијански је одлично познавала.
Трећег септембра 1768. године изабран је за академика Академије дела Круска. Умире 1782. године, оставивши богатство од 130 000 фloрина синовима свог пријатеља Мартинеса. Сахрањен је у крипти цркве Сан Микеле у Бечу, а у цркви Минорити налази се његов надгробни споменик и биста.

## Дела

### Мелодраме
- Didone abbandonata (1724)[9]
- Siroe re di Persia (1726)
- Catone in Utica (1728)
- Ezio (1728)
- Alessandro nell'Indie (1729)
- Semiramide riconosciuta (1729)
- Artaserse (1730)
- Demetrio (1731)
- Adriano in Siria (1732)
- Issipile (1732)
- Demofoonte (1733)
- L'Olimpiade (1733)
- La clemenza di Tito (1734)
- Achille in Sciro (1736)
- Ciro riconosciuto (1736)
- Temistocle (1736)
- Zenobia (1740)
- Antigono (1743)
- Ipermestra (1744)
- Attilio Regolo (1750)
- Il re pastore (1751)
- L'eroe cinese (1752)
- La Nitteti (1756)
- Il trionfo di Clelia (1762)
- Romolo ed Ersilia (1765)
- Il Ruggiero o vero L'eroica gratitudine (1771)

### Кантате
- Il ciclope
- La danza
- Il quadro animato
- Amor timido
- Il consiglio
- Il nido degli amor
- Il nome
- Il primo amore
- Il ritorno
- Il sogno
- Il tabacco
- Il trionfo della gloria
- Irene
- La cacciatrice
- La cioccolata
- La gelosia
- La Pesca
- La primavera
- L'Armonica
- La scusa
- La tempesta
- L'Aurora
- L'estate
- L'inciampo
- L'inverno
- Pel giorno natalizio di Francesco I
- Pel giorno natalizio di Maria Teresa
- Pel nome glorioso di Mari Teresia
- Primo omaggio del canto
- Altre cantate

### Канцонете
- A Nice
- Canzonetta
- La libertà
- La partenza
- La primavera
- L'estate
- Palinodia

## Референцe
1. ↑  „Pietro Metastasio”. BeWeb.chiesacattolica.it. Приступљено 19. 12. 2021.
2. 1 2 3 4 5 6  „METASTASIO, Pietro”. Treccani.it. Приступљено 19. 12. 2021.
3. 1 2 3 4  „Pietro Metastasio”. Britannica.com. Приступљено 20. 12. 2021.
4. 1 2  „Pietro Metastasio”. LiberLiber.it. Приступљено 19. 12. 2021.
5. ↑  „Metastasio, Pietro”. sapere.it. Приступљено 19. 12. 2021.
6. ↑  Maeder, Costantino (1993). Metastasio, l'«Olimpiade» e l'opera del Settecento. Bologna: Il Mulino.
7. ↑  Fraser,Maria Antonietta. La solitudine di una regina, p. 44.
8. ↑  „Catalogo degli Accademici - Accademia della Crusca”. www.accademicidellacrusca.org. Приступљено 2021-12-20.
9. ↑  Metastasio, Pietro (1968). Opere. Milano-Napoli: Einaudi.